# Funzione ellittica
In matematica, e in particolare in analisi complessa, per funzione ellittica, si intende una funzione definita sul piano complesso che risulta periodica secondo due direzioni. Le funzioni ellittiche si possono considerare come una generalizzazione delle funzioni trigonometriche in quanto funzioni periodiche con un solo periodo. Storicamente le funzioni ellittiche sono state scoperte come funzioni inverse degli integrali ellittici i quali a loro volta sono stati studiati in connessione con il problema della lunghezza dell'arco dell'ellisse (da questo deriva il loro nome).

## Caratteristiche
Formalmente, una funzione ellittica è una funzione meromorfa {\displaystyle f} definita su {\displaystyle \mathbb {C} } in cui esistono due numeri complessi {\displaystyle a} e {\displaystyle b} tali che:
{\displaystyle a\neq 0,b\neq 0}
{\displaystyle f(z+a)=f(z+b)=f(z)}
per ogni {\displaystyle z} in {\displaystyle \mathbb {C} } e tali che {\displaystyle {\frac {a}{b}}} non è un reale. Da ciò segue che
{\displaystyle f(z+ma+nb)=f(z)}
per ogni {\displaystyle z} in {\displaystyle \mathbb {C} } e per ogni {\displaystyle m} ed {\displaystyle n} interi.
I matematici moderni, nello sviluppo della teoria delle funzioni ellittiche, seguono per lo più Karl Weierstrass: la notazione delle funzioni ellittiche di Weierstrass basate sulla sua {\displaystyle \wp }-function è comoda, e qualsiasi funzione ellittica può essere espressa in questi termini. Weierstrass è andato interessandosi a tali funzioni mentre era studente di Christoph Gudermann, a sua volta studente di Carl Friedrich Gauss. Le funzioni ellittiche introdotte da Carl Jacobi, e l'ausiliare funzione teta (che non è doppiamente periodica), sono più complesse ma importanti sia per la storia della matematica sia per la teoria generale. La principale differenza tra queste due teorie consiste nel fatto che le funzioni di Weierstrass hanno dei poli di ordine maggiore localizzati agli angoli del reticolo periodico, mentre la funzione di Jacobi ha poli semplici. Lo sviluppo della teoria di Weierstrass è più semplice da dimostrare e capire, in quanto si hanno meno complicazioni.
Più in generale, lo studio delle funzioni ellittiche è strettamente legato allo studio delle funzioni modulari e delle forme modulari: esempi di tali funzioni includono la funzione j-invariante, le serie di Eisenstein e la funzione eta di Dedekind.

## Definizione e proprietà
Ogni numero complesso {\displaystyle \omega } tale che
{\displaystyle f(z+\omega )=f(z)}
per ogni {\displaystyle z} in {\displaystyle \mathbb {C} } è chiamato un periodo di {\displaystyle f}. Se i due periodi {\displaystyle a} e {\displaystyle b} sono tali che ogni altro periodo {\displaystyle \omega } può essere scritto come {\displaystyle \mathbb {Z} }-combinazione lineare di {\displaystyle a} e {\displaystyle b}, cioè {\displaystyle \omega =ma+nb} con {\displaystyle m} e {\displaystyle n} interi, allora {\displaystyle a} e {\displaystyle b} sono chiamati coppia di periodi fondamentali. Ogni funzione ellittica ha una coppia di periodi fondamentali, ma tale coppia non è unica, come descritto più avanti.
Se {\displaystyle a} e {\displaystyle b} sono periodi fondamentali che descrivono un reticolo, allora lo stesso reticolo può essere ottenuto dai periodi fondamentali {\displaystyle a'} e {\displaystyle b'}, dove {\displaystyle a'=pa+qb} e {\displaystyle b'=ra+sb} e {\displaystyle p}, {\displaystyle q}, {\displaystyle r} e {\displaystyle s} sono interi che soddisfano la relazione {\displaystyle ps-qr=1}. Come dire, la matrice {\displaystyle {\begin{pmatrix}p&q\\r&s\end{pmatrix}}} ha determinante {\displaystyle 1} e quindi appartiene al gruppo modulare. In altre parole, se {\displaystyle a} e {\displaystyle b} sono periodi fondamentali di una funzione ellittica, allora lo sono anche {\displaystyle a'} e {\displaystyle b'}.
Se {\displaystyle a} e {\displaystyle b} sono periodi fondamentali, allora ogni parallelogramma con vertici {\displaystyle z}, {\displaystyle z+a}, {\displaystyle z+b}, {\displaystyle z+a+b} è detto parallelogramma fondamentale. Traslando tale parallelogramma per multipli interi di {\displaystyle a} e {\displaystyle b} si produce un copia del parallelogramma e la funzione {\displaystyle f} si comporta identicamente in tutte queste copie, a causa della periodicità.
Il numero di poli di ogni parallelogramma fondamentale è finito (ed è lo stesso per ogni parallelogramma fondamentale). Se la funzione ellittica non è la funzione costante, ogni parallelogramma fondamentale ha almeno un polo, a conseguenza del teorema di Liouville.
La somma degli ordini dei poli di ogni parallelogramma fondamentale è chiamato ordine della funzione ellittica. La somma dei residui dei poli è uguale a zero, quindi in particolare nessuna funzione ellittica può avere ordine uno.
Il numero di zeri (contati con le molteplicità) di ogni parallelogramma fondamentale è uguale all'ordine della funzione ellittica.
La derivata di una funzione ellittica è ancora una funzione ellittica, con gli stessi periodi. L'insieme delle funzioni ellittiche con gli stessi periodi fondamentali forma un campo.
La funzione ellittica di Weierstrass {\displaystyle \wp } è il prototipo di funzione ellittica e infatti il campo delle funzioni ellittiche rispetto a un dato reticolo è generato da {\displaystyle \wp } e dalla sua derivata {\displaystyle \wp '}.